# There's Nothing Holdin' Me Back
"There's Nothing Holdin' Me Back" is een nummer van de Canadese zanger Shawn Mendes. Het nummer werd uitgebracht op de heruitgave van zijn album Illuminate uit 2016. Op 20 april 2017 werd het nummer uitgebracht als de derde en laatste single van het album.

## Achtergrond
"There's Nothing Holdin' Me Back" is geschreven door Mendes, Teddy Geiger, Geoff Warburton en Scott Harris en geproduceerd door Geiger en Andrew Maury. Het nummer ligt binnen het poprockgenre, maar kent ook een dancebeat. In het nummer wordt gebruik gemaakt van handgeklap en funky gitaarriffs. Het stuk voorafgaand aan het refrein is geïnspireerd door het vroege werk van Timbaland en Justin Timberlake. Het kwam veelvuldig voor op de setlist tijdens de Illuminate World Tour. Daarnaast voerde Mendes het nummer ter promotie een aantal keer uit tijdens televisieprogramma's en awardshows.
"There's Nothing Holdin' Me Back" stond oorspronkelijk niet op Illuminate, maar stond enkele maanden later wel als de eerste track op de heruitgave van het album. Het nummer werd een wereldwijde hit en bereikte in vele landen de top 10, waaronder Australië, Denemarken, Duitsland, Ierland en Schotland. In de Amerikaanse Billboard Hot 100 kwam het tot de zesde plaats, een notering die het ook in Canada haalde. Dit was destijds zijn grootste hit in zijn thuisland. In het Verenigd Koninkrijk kwam het tot de vierde plaats. Daarnaast werd het in onder meer Zuid-Korea een nummer 1-hit. In Nederland kwam de single respectievelijk tot de vierde en achtste plaats in de Top 40 en de Single Top 100, terwijl in de Vlaamse Ultratop 50 de derde plaats werd behaald.
De videoclip van "There's Nothing Holdin' Me Back" is gefilmd op tournee in Parijs, Amsterdam en het Verenigd Koninkrijk. De vriendin van Mendes wordt hierin gespeeld door Ellie Bamber. Ook zijn beelden van een aantal concerten te zien. Het nummer werd gebruikt in de televisieserie The Good Doctor en de film Little Italy. Daarnaast werd kwam in een aantal landen voor in verschillende reclamecampagnes.

## Hitnoteringen

### Nederlandse Top 40
| Hitnotering: 29-04-2017 t/m 07-10-2017 | Hitnotering: 29-04-2017 t/m 07-10-2017 | Hitnotering: 29-04-2017 t/m 07-10-2017 | Hitnotering: 29-04-2017 t/m 07-10-2017 | Hitnotering: 29-04-2017 t/m 07-10-2017 | Hitnotering: 29-04-2017 t/m 07-10-2017 | Hitnotering: 29-04-2017 t/m 07-10-2017 | Hitnotering: 29-04-2017 t/m 07-10-2017 | Hitnotering: 29-04-2017 t/m 07-10-2017 | Hitnotering: 29-04-2017 t/m 07-10-2017 | Hitnotering: 29-04-2017 t/m 07-10-2017 | Hitnotering: 29-04-2017 t/m 07-10-2017 | Hitnotering: 29-04-2017 t/m 07-10-2017 | Hitnotering: 29-04-2017 t/m 07-10-2017 |
| Week                                   | 1                                      | 2                                      | 3                                      | 4                                      | 5                                      | 6                                      | 7                                      | 8                                      | 9                                      | 10                                     | 11                                     | 12                                     | 13                                     |
| -------------------------------------- | -------------------------------------- | -------------------------------------- | -------------------------------------- | -------------------------------------- | -------------------------------------- | -------------------------------------- | -------------------------------------- | -------------------------------------- | -------------------------------------- | -------------------------------------- | -------------------------------------- | -------------------------------------- | -------------------------------------- |
| Positie                                | 34                                     | 14                                     | 11                                     | 7                                      | 5                                      | 5                                      | 6                                      | 6                                      | 4                                      | 4                                      | 4                                      | 5                                      | 6                                      |
| Week                                   | 14                                     | 15                                     | 16                                     | 17                                     | 18                                     | 19                                     | 20                                     | 21                                     | 22                                     | 23                                     | 24                                     |                                        |                                        |
| Positie                                | 6                                      | 7                                      | 10                                     | 13                                     | 13                                     | 16                                     | 21                                     | 27                                     | 29                                     | 32                                     | 34                                     | uit                                    |                                        |

### Single Top 100
| Hitnotering week 1 t/m 32: 29-04-2017 t/m 02-12-2017 Hitnotering week 33: 06-01-2018 | Hitnotering week 1 t/m 32: 29-04-2017 t/m 02-12-2017 Hitnotering week 33: 06-01-2018 | Hitnotering week 1 t/m 32: 29-04-2017 t/m 02-12-2017 Hitnotering week 33: 06-01-2018 | Hitnotering week 1 t/m 32: 29-04-2017 t/m 02-12-2017 Hitnotering week 33: 06-01-2018 | Hitnotering week 1 t/m 32: 29-04-2017 t/m 02-12-2017 Hitnotering week 33: 06-01-2018 | Hitnotering week 1 t/m 32: 29-04-2017 t/m 02-12-2017 Hitnotering week 33: 06-01-2018 | Hitnotering week 1 t/m 32: 29-04-2017 t/m 02-12-2017 Hitnotering week 33: 06-01-2018 | Hitnotering week 1 t/m 32: 29-04-2017 t/m 02-12-2017 Hitnotering week 33: 06-01-2018 | Hitnotering week 1 t/m 32: 29-04-2017 t/m 02-12-2017 Hitnotering week 33: 06-01-2018 | Hitnotering week 1 t/m 32: 29-04-2017 t/m 02-12-2017 Hitnotering week 33: 06-01-2018 | Hitnotering week 1 t/m 32: 29-04-2017 t/m 02-12-2017 Hitnotering week 33: 06-01-2018 | Hitnotering week 1 t/m 32: 29-04-2017 t/m 02-12-2017 Hitnotering week 33: 06-01-2018 | Hitnotering week 1 t/m 32: 29-04-2017 t/m 02-12-2017 Hitnotering week 33: 06-01-2018 | Hitnotering week 1 t/m 32: 29-04-2017 t/m 02-12-2017 Hitnotering week 33: 06-01-2018 | Hitnotering week 1 t/m 32: 29-04-2017 t/m 02-12-2017 Hitnotering week 33: 06-01-2018 | Hitnotering week 1 t/m 32: 29-04-2017 t/m 02-12-2017 Hitnotering week 33: 06-01-2018 | Hitnotering week 1 t/m 32: 29-04-2017 t/m 02-12-2017 Hitnotering week 33: 06-01-2018 | Hitnotering week 1 t/m 32: 29-04-2017 t/m 02-12-2017 Hitnotering week 33: 06-01-2018 | Hitnotering week 1 t/m 32: 29-04-2017 t/m 02-12-2017 Hitnotering week 33: 06-01-2018 |
| Week                                                                                 | 1                                                                                    | 2                                                                                    | 3                                                                                    | 4                                                                                    | 5                                                                                    | 6                                                                                    | 7                                                                                    | 8                                                                                    | 9                                                                                    | 10                                                                                   | 11                                                                                   | 12                                                                                   | 13                                                                                   | 14                                                                                   | 15                                                                                   | 16                                                                                   | 17                                                                                   | 18                                                                                   |
| ------------------------------------------------------------------------------------ | ------------------------------------------------------------------------------------ | ------------------------------------------------------------------------------------ | ------------------------------------------------------------------------------------ | ------------------------------------------------------------------------------------ | ------------------------------------------------------------------------------------ | ------------------------------------------------------------------------------------ | ------------------------------------------------------------------------------------ | ------------------------------------------------------------------------------------ | ------------------------------------------------------------------------------------ | ------------------------------------------------------------------------------------ | ------------------------------------------------------------------------------------ | ------------------------------------------------------------------------------------ | ------------------------------------------------------------------------------------ | ------------------------------------------------------------------------------------ | ------------------------------------------------------------------------------------ | ------------------------------------------------------------------------------------ | ------------------------------------------------------------------------------------ | ------------------------------------------------------------------------------------ |
| Positie                                                                              | 22                                                                                   | 14                                                                                   | 12                                                                                   | 11                                                                                   | 8                                                                                    | 12                                                                                   | 9                                                                                    | 10                                                                                   | 14                                                                                   | 18                                                                                   | 18                                                                                   | 18                                                                                   | 18                                                                                   | 18                                                                                   | 19                                                                                   | 24                                                                                   | 26                                                                                   | 32                                                                                   |
| Week                                                                                 | 19                                                                                   | 20                                                                                   | 21                                                                                   | 22                                                                                   | 23                                                                                   | 24                                                                                   | 25                                                                                   | 26                                                                                   | 27                                                                                   | 28                                                                                   | 29                                                                                   | 30                                                                                   | 31                                                                                   | 32                                                                                   |                                                                                      | 33                                                                                   |                                                                                      |                                                                                      |
| Positie                                                                              | 32                                                                                   | 33                                                                                   | 39                                                                                   | 46                                                                                   | 51                                                                                   | 58                                                                                   | 67                                                                                   | 55                                                                                   | 59                                                                                   | 78                                                                                   | 75                                                                                   | 80                                                                                   | 93                                                                                   | 98                                                                                   | uit                                                                                  | 74                                                                                   | uit                                                                                  |                                                                                      |

### NPO Radio 2 Top 2000
There's Nothing Holdin' Me Back stond alleen in 2018 in de NPO Radio 2 Top 2000, op plek 1949.